# 국소의치

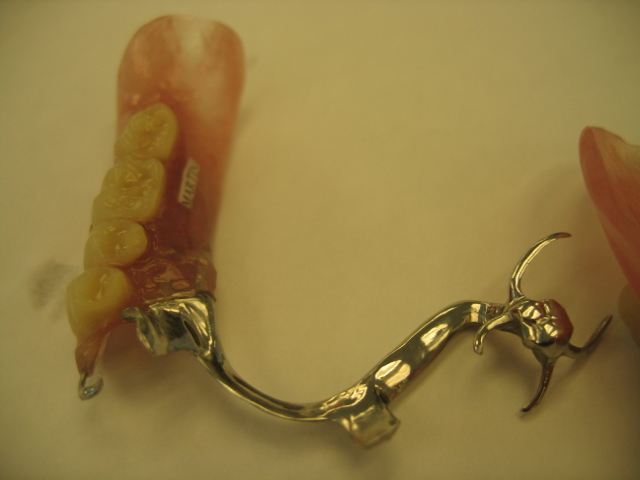
가철성 국소의치

국소의치(Partial denture) 또는 가철성 국소의치(Removable partial denture)는 상악 또는 하악의 치아 일부가 상실되었을 때, 상실된 치아와 그 주위조직을 대치하는 보철물의 일종이다. 국소의치는 아직 남아있는 자연 치아와 치조제의 도움을 받아 기능하는데, 오직 치조제의 도움으로만 기능하는 총의치와 비교된다.